# カリガリ (カレー店)
カリガリ（CALI-GARI）は、株式会社カリガリが東京都で運営しているカレー店。

## 概要
2019年現在、秋葉原に直営店舗「秋葉原カリガリ」がある他、新宿、渋谷に「間借りカレー」として出店している。また、間借りカレーのFC展開やレトルトカレーの開発も行っている。
看板メニューである「カリガリカレー」は、元々は代表の二木博が銀座でクラブで働いていたときに裏メニューとして出していたのが発祥。ココナッツをベースとしたカレーではあるが改良を重ねるたびにタイカレーから離れて日本風のカレーに近くなったという。
店名はドイツのサイレント映画『カリガリ博士』に由来する。

### 略歴
2005年に渋谷で開店（2016年末閉店）。2015年には外神田三丁目に「秋葉原カリガリ」をオープン。
秋葉原カリガリは吉河順央が制服デザインを担当。現役アイドルや役者・モデルなどがスタッフとして働いており、アイドルとのコラボレーションも行っている。
なお、吉河は2016年に栗原ゆうとともに大阪・アメリカ村でライブ&カフェバー「エミュリボン」をオープンさせたが、開店当初からメニューにカリガリカレーが提供されている。2019年より昼間の時間帯で「アメ村カリガリカレー（エミュリボン店）」として営業を開始。
2018年、新宿のダイニングバーの営業時間外となる昼間を利用した「新宿カリガリ・間借りカレー」をオープン。2019年には創業の地・渋谷に「渋谷カリガリ」を間借りカレーとしてオープンさせた 。
2019年、夢眠ねむが二木のもとに弟子入りし、自ら運営する「夢眠書店」で提供するために「アップルシナモンカレー」を創り上げた。同年11月2・3日に行われた「第9回 神田カレーグランプリ2019 グランプリ決定戦」に「カリガリ×夢眠ねむ スペシャルあいがけカレー」（カリガリカレーとアップルシナモンカレー）などを提供、グランプリを受賞した。
2021年4月、吉野家の関東エリア13店舗でカリガリが監修したカレーが数量限定で販売、同年12月には全国販売された。
2020年1月にはかもめんたる槙尾ユウスケが間借りカレー形式で「三軒茶屋カリガリマキオカリー」をフランチャイズでオープン。通称マキオカリーと呼ばれ五反田、上野などに店舗を増やしている。

## 店舗
- 秋葉原カリガリ

### 間借りカレー
- 新宿カリガリ・間借りカレー
- 渋谷カリガリ
- 築地カリガリ 肉のヒマラヤ築地店 (FC)
- 赤坂カリガリ（FC）
- アメ村カリガリカレー（エミュリボン店）(FC)

## レトルトカレー
- インド人のアドバイスを無視してつくったインド人完全無視カレー（バーグハンバーグバーグとの共同開発）[注 1]
- 堀江貴文が刑務所の中で外に出たら食べようと夢想い描いた究極のイノベーションカレー
- イジリー岡田 満足マンゾウカレー

## イベント
- カリガリ10周年記念イベント カリフェス 2015〜アキバ盛り！〜（2015年10月18日、渋谷club乙-kinoto-）
- カリガリフェス1.5〜祝 渋谷クラブ乙15周年乙カレー〜（2016年6月18日、渋谷club乙-kinoto-）
- カリガリフェス2.0（2016年10月16日、渋谷RUIDO K2）
- カリガリフェス3（2017年10月21-22日、浅草ゆめまち劇場）
- カリガリフェス4（2018年10月20-21日、渋谷club乙-kinoto-）
- カリガリフェス5（2019年10月25日、秋葉原CLUB GOODMAN）

## スタッフとして働いていた（いる）人物
- 柚餅子みこ（ミスiD2016 CHEERZ賞、のちにsimpatix）
- まお（せのしすたぁ、最高じぇねれーしょん）[1]
- HASEGAWA BEET（HAMIDASYSTEM、現RISA（クロスノエシス））[1]
- ルカタマ（めろん畑a go go）
- 古川すい（さっきの女の子、）
- 白川花凛（元少女閣下のインターナショナル）
- 出雲にっき（innes、元avandoned）[12]
- 紬木むぎ（SUMMER ROCKET）[13]